# Atafu
Atafu, dříve známý jako Duke of York’s Island, je ostrov tvořený skupinou 42 korálových ostrůvků v teritoriu Tokelau v Tichém oceánu, 500 kilometrů severně od ostrova Samoa. Rozlohou 2,5 km² je to nejmenší ze tří ostrovů, které tvoří Tokelau. Je složen z atolu, který obklopuje centrální lagunu. Laguna pokrývá asi 15 km². Atol leží asi 800 kilometrů jižně od rovníku, přesněji 8° 35' jižní šířky, 172° 30' západní délky.

## Obyvatelstvo
Podle sčítání lidu v 2006 zde oficiálně žilo 524 obyvatel (avšak jen 417 bylo přítomno při sčítání). 95% obyvatel patří ke kongregační církvi. Hlavní osada se nachází na severozápadě atolu. Presbytariánský kostel byl založen na ostrově v roce 1858, ale dnes téměř všichni obyvatelé patří ke Kongregační křesťanské církvi. První osada vznikla na jižním konci ostrůvku. Domy postavené podél laguny jsou ochlazovány prouděním pasátů.
Muži žijící na Atafu jsou zkušenými rybáři. Využívají tradičních metod, které se dědí z otce na syna. Vytvářejí velmi efektivní návnady, pasti, sítě a nevody. Také vyrábějí velmi kvalitní kánoe, které jsou důležitými dopravními prostředky na jejich rybářských výpravách. 

## Geografie

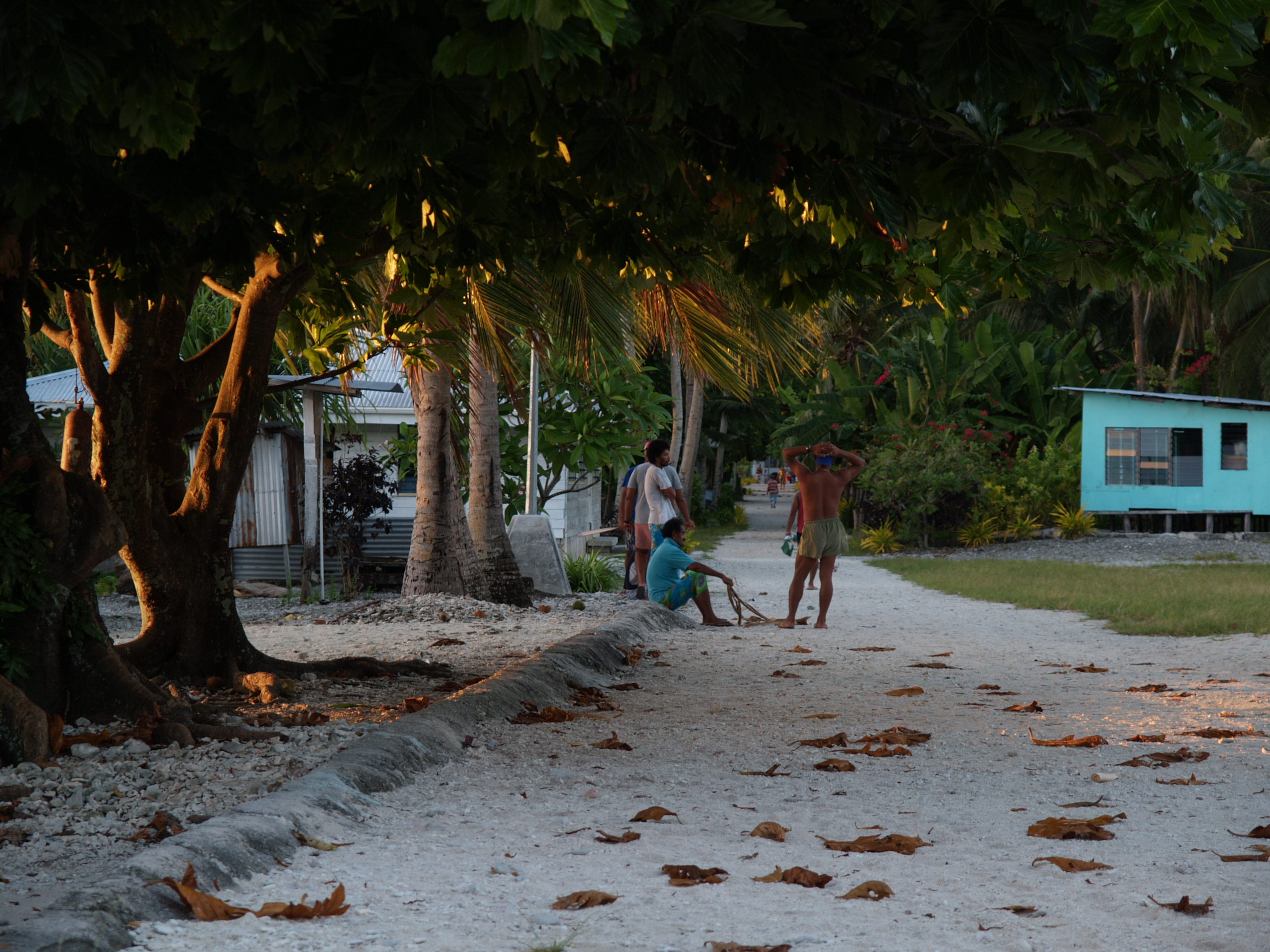
Svítání na hlavní ulici

Atafu leží v Tichém Oceánu v pásmu hurikánů. Masivní bouře v lednu 1914 zničila kostel, většinu domů a vyvrátila mnoho kokosových palem.
Atol je zhruba trojúhelníkového tvaru. Laguna měří pět kilometrů od severu k jihu a čtyři kilometry od východu k západu v jejím nejširším místě. Atol je velmi nízko položený, v nejvyšším místě dosahuje pěti metrů. Je hustě zarostlý vegetací, především kokosovými palmami a ostatními druhy stromů, podobnými těm, které lze najít na mnoha tichomořských ostrovech. Ještěrky, krysy a mořští ptáci jsou na ostrově obvyklými zástupci fauny. Ostrov také láká početná hejna ryb.
Východní část ostrova je souvislý tenký pás země. Na rozdíl od západní strany se skládá z několika útesů a ostrůvků. Pozoruhodný je Alofi, ostrůvek ve tvaru obráceného V na severu, který sem zasahuje ze západního útesu, a ostrůvek Fenualoa ve tvaru L na jihozápadě. Menší Tamaseko se nachází v laguně poblíž Alofi. 
Atol je mělký, proto je možné při odlivu přecházet mezi ostrůvky. To také znamená, že je nemožné proplout lodí do laguny, i když je moře u břehu hluboké. To umožňuje dobré ukotvení lodí, avšak také negativně přispívá ke škodám na ostrově při rozbouřeném moři. Plochost atolu a jeho umístění v pásu cyklonu vedla již k mnoha škodám na ostrově.

## Historie

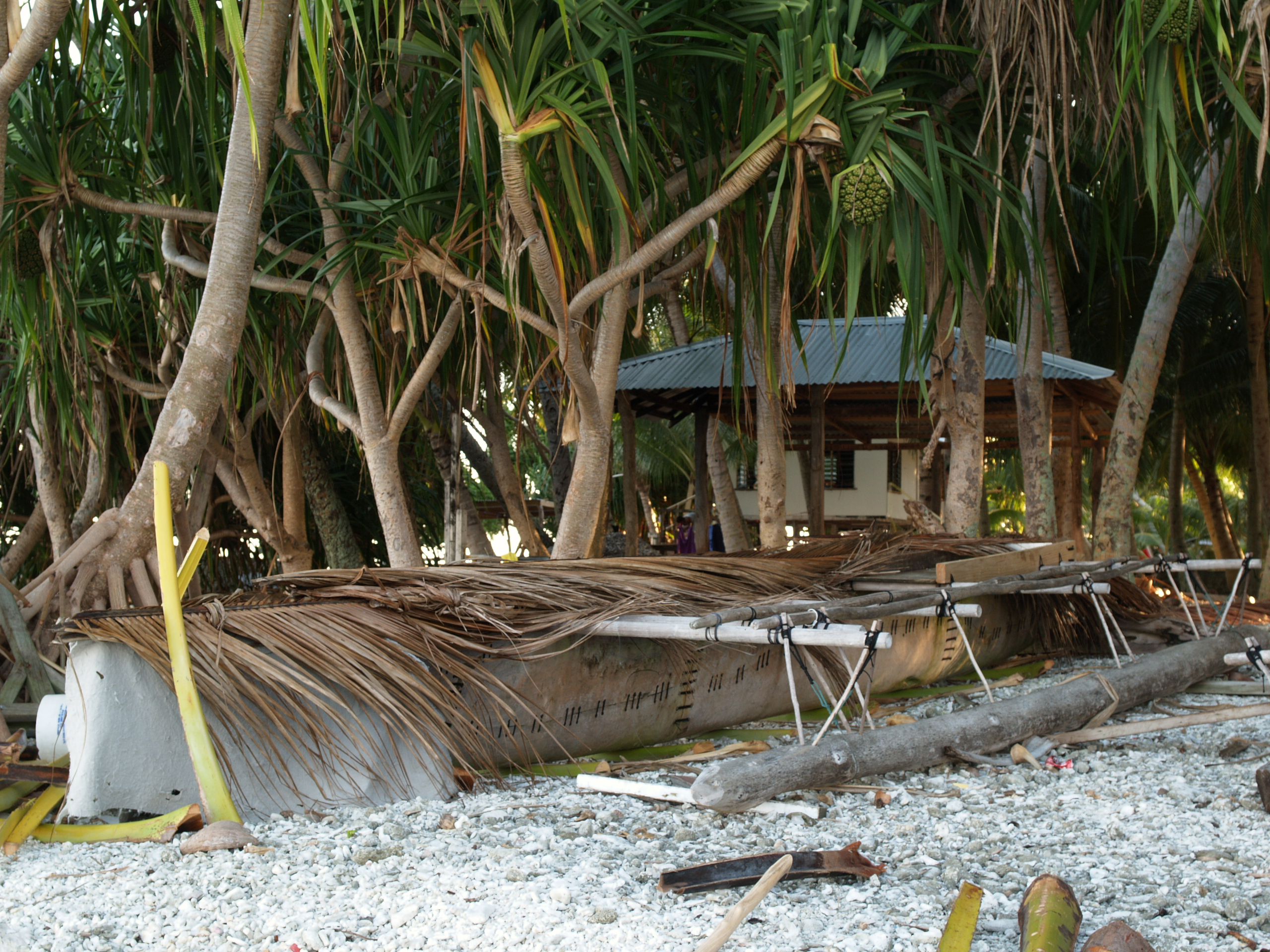
Tradiční kánoe neboli vaka

Polynésané pravděpodobně v dávných dobách ostrov navštívili, ale neusadili se zde. O evropský objev ostrova se postaral John Byron 21. června 1765 na lodi HMS Dolphin. Byron na ostrově nenašel žádné obyvatele. Atafu založil Tonuia a jeho manželka Lagimaina spolu s jejich sedmi dětmi.
V letech 1856 až 1979 Spojené státy tvrdily, že drží svrchovanost nad ostrovem a nad ostatními atoly patřící pod Tokelau. V roce 1979 USA připustily, že Tokelau bylo pod svrchovaností Nového Zélandu. Námořní hranice mezi Tokelau a Americkou Samou byly stvrzeny smlouvou Tokehega. 
26. srpna 2007 přistál na ostrově Ralph Tuijn při pokusu o veslování z Jižní Ameriky do Austrálie. 26. listopadu 2010 byli zachráněni tři dospívající chlapci z Atafu potom, co strávili na moři 50 dní, unášeni proudem asi 1 300 kilometrů (800 mil).

## Seznam ostrovů
1. Fogolaki i Lalo
2. Fongalaki-Matangi (Fogalaki i Matagi)
3. Te Oki
4. Te Hepu
5. Laualalava
6. Te Kapi
7. Na Utua
8. Motu Atea
9. Motu Fakalalo
10. Hakea Lahi ki Matagi
11. Hakea O Himi
12. Malatea
13. Kenakena
14. Malo o Futa
15. Motu o Te Lakia
16. Komulo
17. Hakea o Apelamo
18. Na Hapiti
19. Niuefa
20. Fenualoa
21. Te Puka
22. Tamaheko
23. Te Alofi
24. Ulugagie
25. Atafu Village